# یواس‌اس فورتیتود (ای‌ام‌سی-۸۱)
یواس‌اس فورتیتود (ای‌ام‌سی-۸۱) (به انگلیسی: USS Fortitude (AMc-81)) یک کشتی بود که طول آن ۹۸ فوت ۵ اینچ (۳۰٫۰۰ متر) بود. این کشتی در سال ۱۹۴۱ ساخته شد.